# Fol-en-Christ

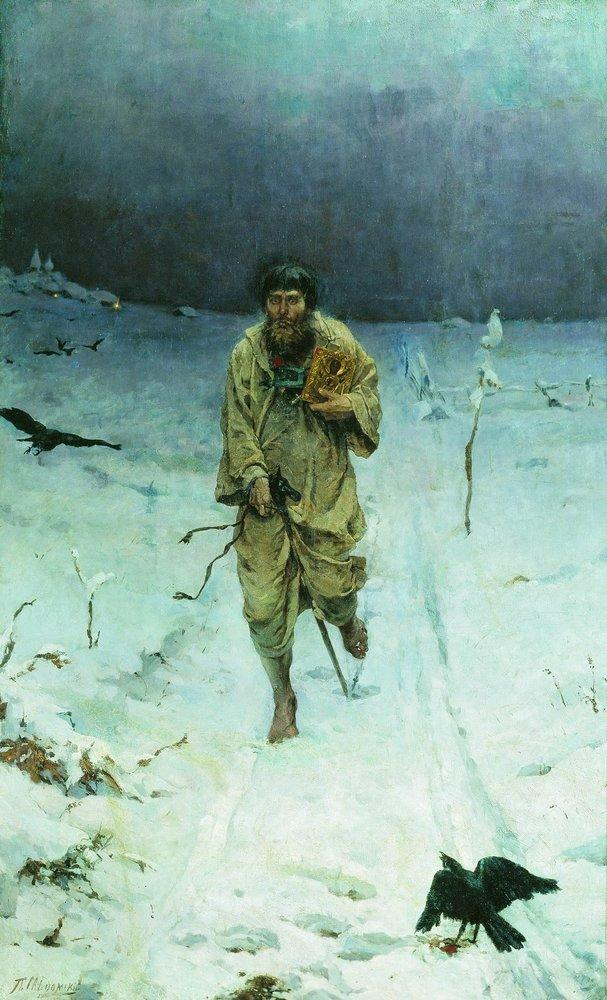
Le Fol-en-Christ, tableau de Pavel Svedomski.

Le fol-en-Christ est une personne qui abandonne ses biens matériels et mène une vie de transgression des conventions sociales dans un esprit religieux. Cette attitude provocante permet de remettre en cause les normes d'une époque, de lancer des prophéties ou de masquer sa piété. Le terme de fou pour le Christ est attribué à saint Paul. En Occident, saint François d'Assise, fondateur de l'ordre mendiant franciscain, d'autres religieux voire des laïcs comme saint Benoît-Joseph Labre, ont adopté cette attitude de vie. Au sein du monde orthodoxe, cette tradition a eu en Russie moscovite un très grand retentissement, sous le nom de iourodstvo.

## Ancien Testament
Certains prophètes de l'Ancien Testament, qui montraient des signes de comportement étrange, sont considérés comme les précurseurs des fols-en-Christ, ; ainsi le prophète Isaïe marchait-il pieds nus, trois ans durant, en prophétisant la captivité prochaine en Égypte; le prophète Ezéchiel demeura devant une pierre, qui symbolisait Jérusalem assiégée, et, sous le commandement de Dieu qui ordonne qu'il fasse cuire son pain parmi les excréments humains, va finalement le faire parmi des bouses de vaches. Les prophètes ne sont toutefois pas comptés au nombre des fols-en-Christ car leurs actions ne visent qu'à attirer l'attention et éveiller la repentance dans le peuple.

## Nouveau Testament

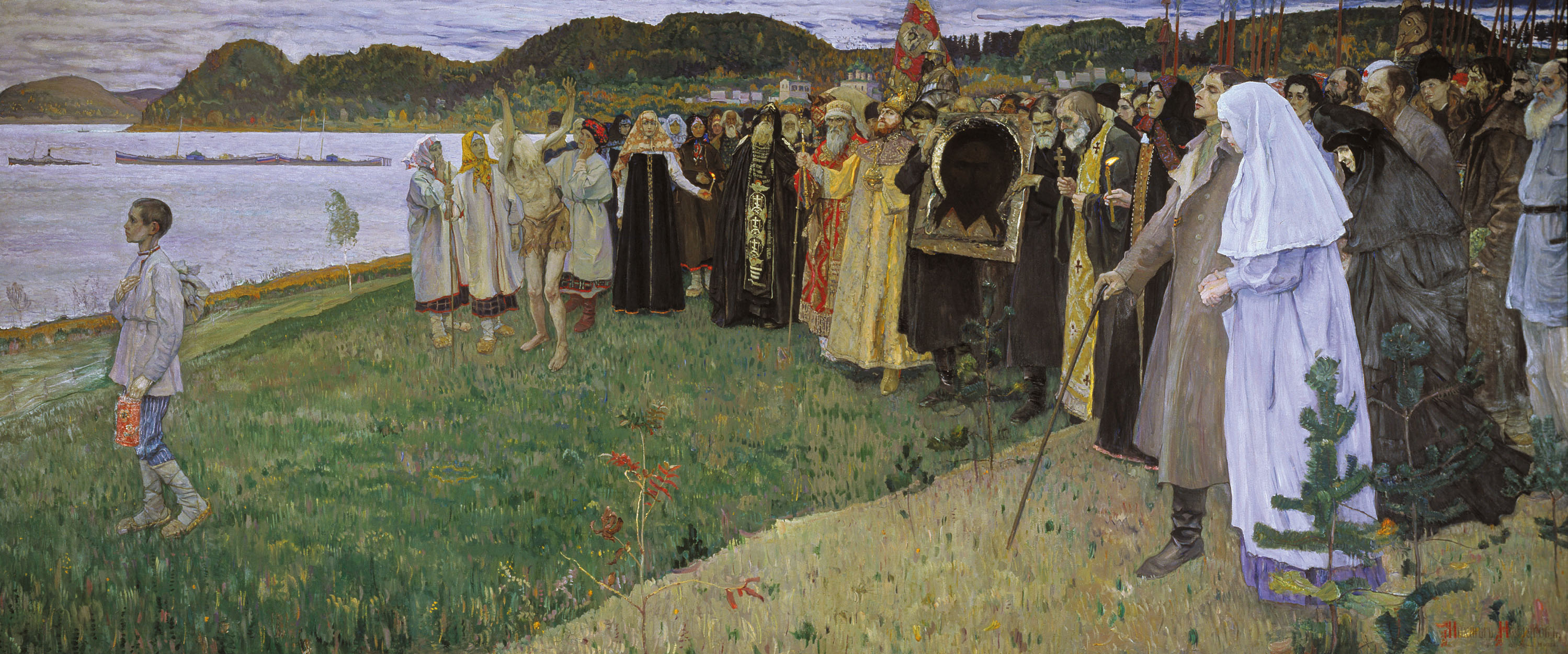
En Russie. L'Âme du peuple, peinture de Mikhaïl Nesterov.

Selon les conceptions chrétiennes, la folie en Christ est une imitation du Christ dans plusieurs de ses aspects : abandon des biens matériels et affrontement des moqueries et des humiliations de la foule parfois choquée par le message délivré. La « folie » dans les premiers siècles du christianisme était proche de la non-acceptation des règles communes de l'hypocrisie sociale, de la brutalité et de la soif de pouvoir et du gain.
Saint Antoine le Grand déclare ainsi : « Voici le temps, quand les gens se comportent comme des fous, et s'ils voient quelqu'un qui ne se comporte pas comme ça, ils vont se rebeller contre lui et dire : « Tu es fou, - parce qu'il n'est pas comme eux. ».
Saint Paul prononce des phrases célèbres sur la folie : « Nous sommes fous à l'amour du Christ, mais vous êtes sages dans le Christ; nous sommes faibles, mais vous êtes forts; vous êtes honnêtes, mais nous sommes méprisés. », et également :
« Car la sagesse de ce monde est folie devant Dieu. Comme il est écrit : « Il prend les sages dans leur ruse. »
« Car la prédication de la croix est folie pour ceux qui périssent, mais pour nous qui sommes sauvés, elle est la puissance de Dieu. »
« Puisque le monde, avec sa sagesse, n'a pas reconnu Dieu dans la sagesse de Dieu, il a plu à Dieu de sauver les croyants par la folie du message. »

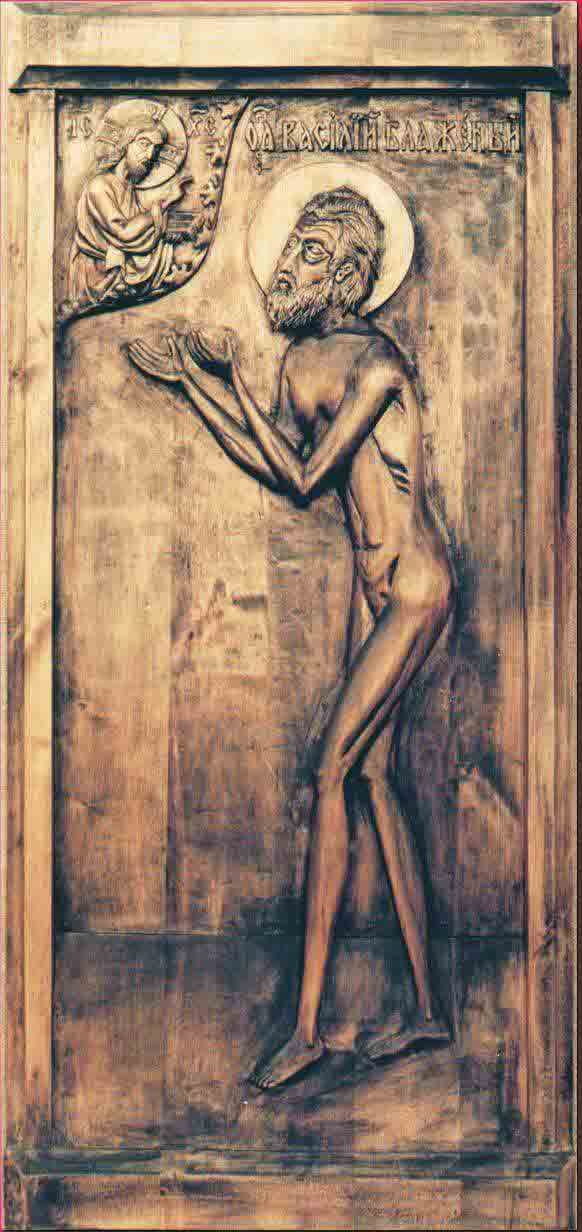
Icône de Basile le Bienheureux, cathédrale Saint-Basile, Moscou.
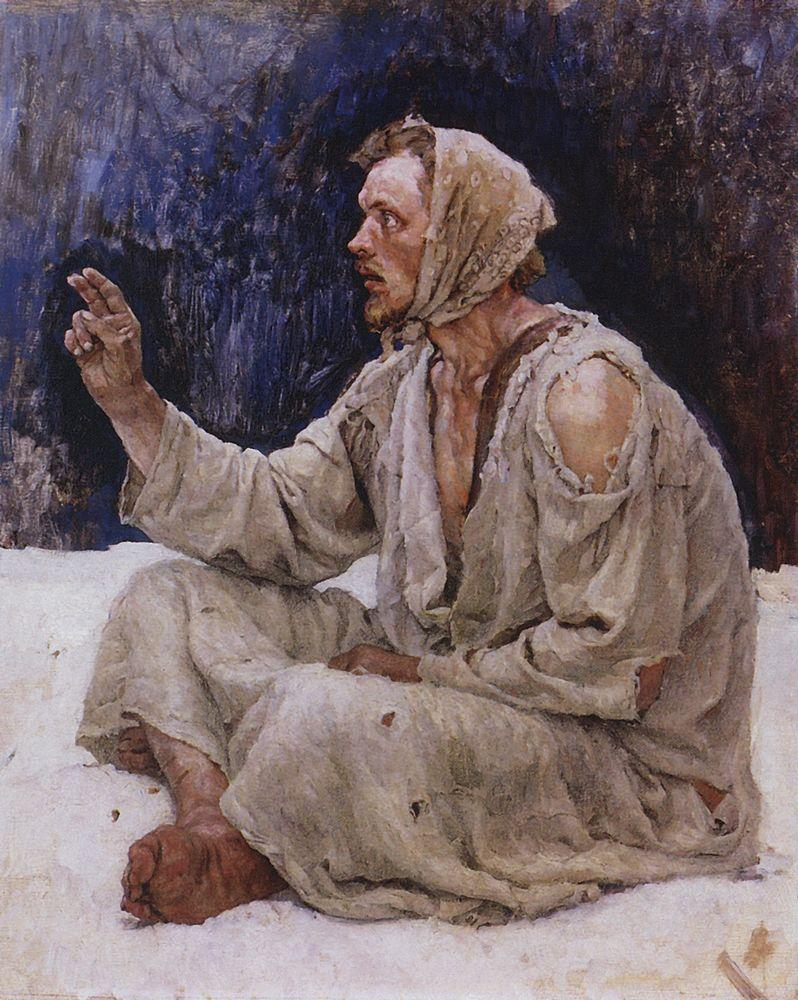
Vassili Sourikov, Fol-en-Christ assis dans la neige, 1885.

## Dans le catholicisme
L'exemple le plus célèbre dans l'Église catholique est saint François d'Assise, ainsi que ceux qui s'inspireront de son exemple : Angèle de Foligno au XIIIe siècle ou au XVIIIe siècle Benoît-Joseph Labre. Citons aussi Romuald de Ravenne aux Xe et XIe siècles.
Le terme latin de sancta simplicitas désigne une folie béatifique proche de la folie-en-Christ, mais passive.

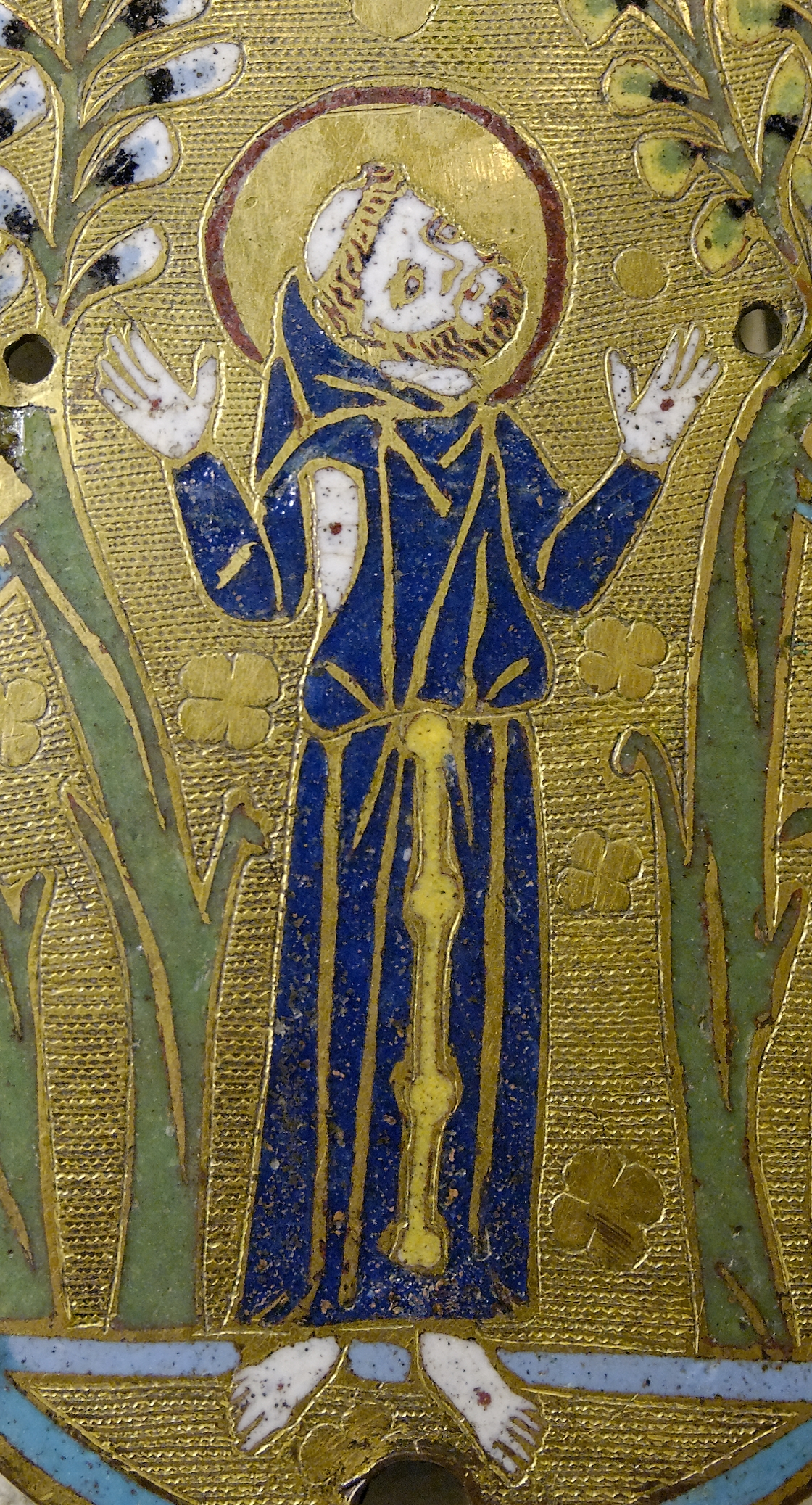
Saint François d'Assise.

## Dans l'orthodoxie

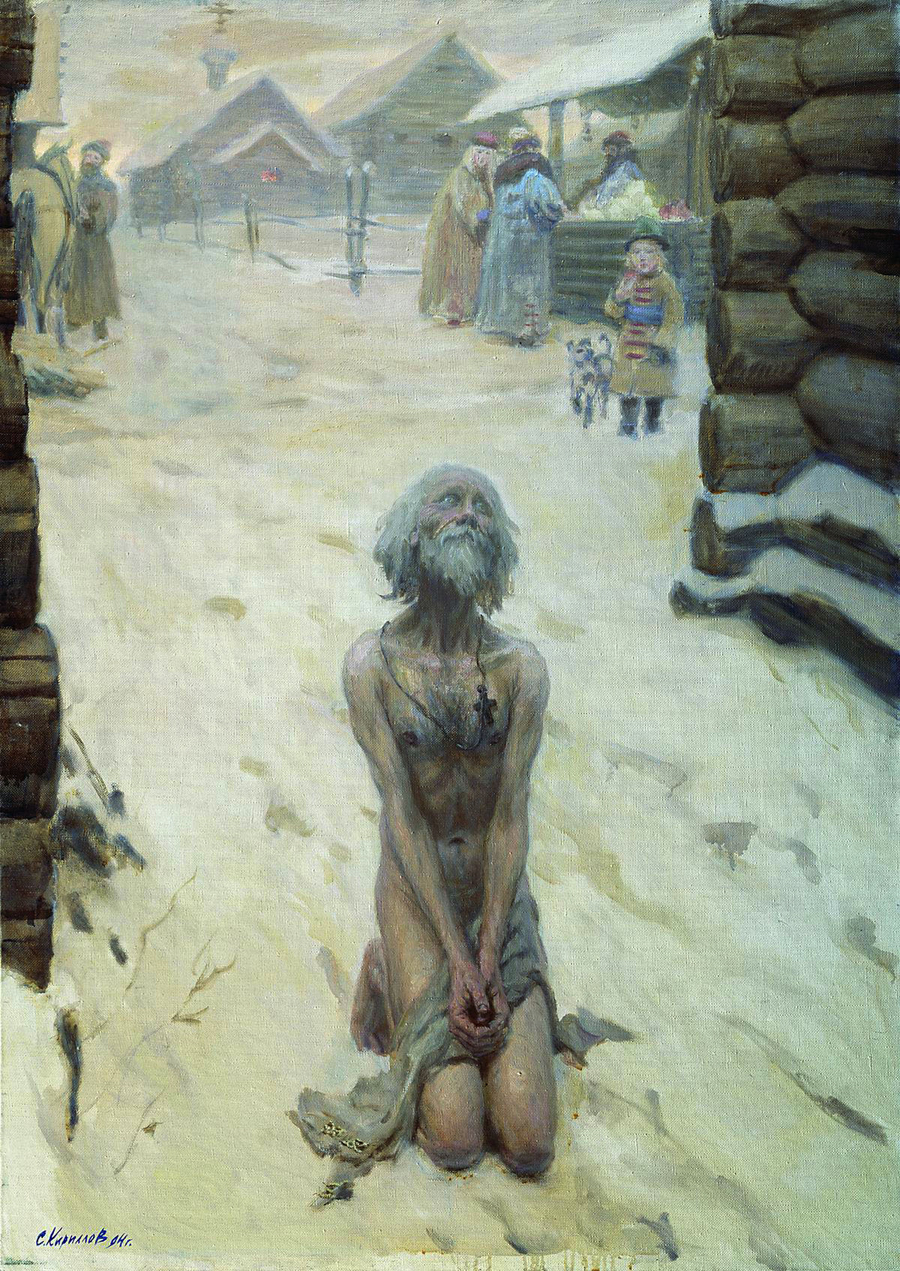
Saint Basile le prieur.

L'Église orthodoxe classe Isidora Barankis l'Égyptienne († 369) ou Bessarion de Scété parmi les premiers fols-en-Christ. Toutefois, le terme n'a été popularisé qu'à l'arrivée de Syméon d'Émèse qui est considéré comme le saint patron des fols-en-Christ,. En grec, le terme pour désigner un fol-en-Christ est salos (δια Χριστόν σαλός).
Le iourodivy (en russe : юродивый) est l'adaptation russe de la folie en Christ (en russe : юродство, iourodstvo), une forme particulière du monachisme de l'orthodoxie. Le iourodivy est celui qui agit délibérément de manière folle au regard des hommes. Il mène une vie errante, souvent à moitié-nu, parfois entièrement, sans domicile fixe, parle de manière énigmatique et peut sembler agir de manière immorale.
La pratique a été reconnue dans l'hagiographie byzantine du Ve siècle, et a été largement adoptée dans la Russie moscovite, sans doute au XIVe siècle.
La folie de l'iourodivy est ambiguë, et pourrait être réelle ou simulée. Il croit être inspiré par Dieu, et donc être en mesure de dire des vérités que d'autres ne pouvaient pas dire, normalement sous la forme d'allusions indirectes ou de paraboles. Il avait un statut particulier à l'égard des tsars, comme une figure non soumise à l'autorité et au jugement du monde.
Le premier fol-en-Christ de Russie est Procope d'Oustioug, venu des terres du Saint-Empire romain germanique à Novgorod. Il s'installe à Oustioug, feignant d'être un sot et menant une vie ascétique, se couchant nu sous les porches des églises, priant toute la nuit, ne recevant de nourriture que des pauvres. Maltraité et battu, il gagne finalement le respect de ses contemporains et fut vénéré après sa mort.
L'un des exemples modernes les mieux connus dans l'Église orthodoxe russe est peut-être celui de sainte Xenia de Saint-Pétersbourg au XVIIIe siècle.
L'Église orthodoxe russe compte trente-six iourodivye parmi ses saints, et avant tout Basile le Bienheureux, qui a donné son nom à la cathédrale Saint-Basile de Moscou. Les Fols-en-Christ ont souvent le titre de bienheureux (блаженного).
Il existe également de nombreux fols-en-Christ dans l'Orthodoxie grecque, tels Charalambis de Kalamata, la moniale Tarso ou le père Léontios de Samos.

## Les iourodivye dans l'art et la littérature
Après le XVIIe siècle, le iourodivy existe plus comme figure littéraire que comme spécimen social. Les principaux exemples en sont le fou dans Boris Godounov, la mère de Paul et le père Théraponte dans Les Frères Karamazov et le prince Mychkine dans L'Idiot. On retrouve aussi un autre personnage Fol-en-Christ, Semion Iacovlévitch dans Les Démons du même auteur Fiodor Dostoïevski. Un autre fol-en-Christ, Gricha, a été décrit dans le livre de Léon Tolstoï Enfance. Adolescence. Jeunesse.

## Films
- L'île (également appelé Ostrov), film racontant la vie fictive du Père Anatoly, dans les années 1970 en Russie.
- Ognennye versty, de Samson Samsonov, 1957.
- Le personnage de Kayom dans Le Nôtre parmi les autres, qui se transforme rapidement d'ennemi en ami peut être considéré comme une telle figure.
- Dans le film Andreï Roublev, un personnage de iourodivy, Dourotchka, est joué par Irma Raush, l'épouse du réalisateur Andreï Tarkovski.

## Liste des fols-en-Christ reconnus par l'Église orthodoxe
- Alexis Elnatski
- André de Constantinople
- Daniel Kolomenski
- Basile le Bienheureux
- Domna de Tomsk (ru)
- Euphrosine de Koliopanov (ru)
- Jacques de Borovitch (ru)
- Ivan Koreïcha

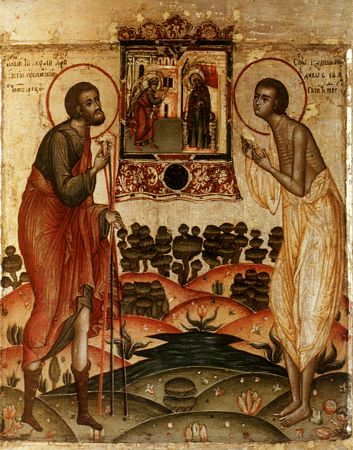
Procope d'Oustioug et Jean d'Oustioug en oraison.

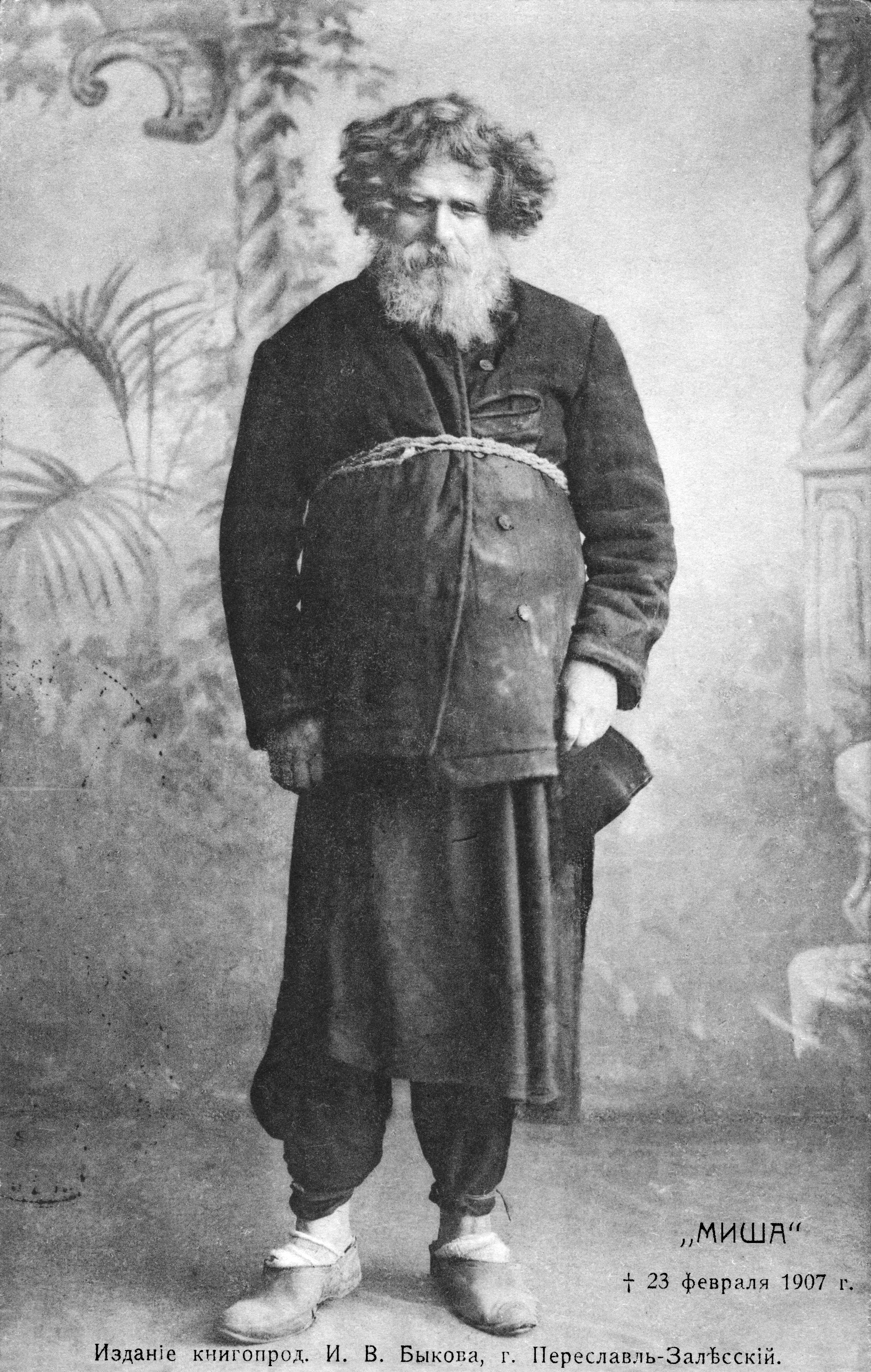
Micha-Samuel.

- Jean de Moscou (ru) († 1589), fol-en-Christ et prophète ; fêté le 3 juillet[16],[17].
- Jean de Verkhotourié (ru)
- Jean de Rostov (ru)
- Jean d'Oustioug (ru)
- Isidore de Rostov (ru)
- Isidora de Tabenna (en)
- Cyprien de Souzdal (ru)
- Cosme de Verkhotourié (ru)
- Xenia de Saint-Pétersbourg
- Maxime Kavsokalivit (ru)
- Maxime de Moscou (ru)
- Marie de Diveïevo (ru)
- Michel de Klopsk
- Micha-Samuel (ru)
- Nikolka Salos (ru)
- Païssi de Kiev (ru)
- Pacha de Sarov (ru)
- Pélagie de Diveïevo (ru)
- Procope de Viatka (ru)
- Procope d'Oustioug
- Athanase Saïko (ru)
- Simon le Bienheureux (ru)
- Siméon le fol-en-christ
- Stache de Rostov (ru)
- Féodor de Novgorod (ru)
- Théophile (Gorenkovski) (ru)
- Thomas de Sibérie (ru)

## L'hypothèse de l'autisme
La plupart des caractéristiques comportementales des fol-en-christ très fréquemment rapportés par la littérature et d'autres témoignages ("conduites irrationnelles et excentriques", isolement social, mutisme, écholalie, insensibilité au froid ou à la douleur, candeur, indifférence aux hiérarchies et autres conventions sociales, intérêt pour des détails, comportements et discours stéréotypés et répétitifs ou inadaptés à la situation, etc.) évoquent celles des troubles du spectre autistique et un isolement autistique, qui semble ne pas avoir été confondu avec l'idiotie dans les cas des fols-en-Christ. C'est l'hypothèse proposée et argumenté sur de nombreux exemples par Uta Frith dans le second chapitre de son ouvrage Énigme de l'autisme.

## Traductions
- Signe de contradiction
- tchèque : Jurodiví
- allemand : Jurodiwy
- anglais : Fool for Christ

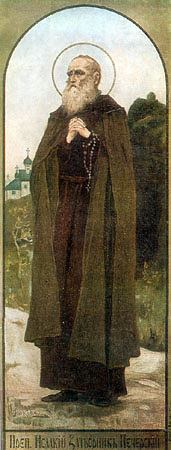
Isaac de la Laure des Grottes, icône de Viktor Vasnetsov.

- finnois : Kristuksen tähden houkka
- hongrois : Jurogyivijek
- italien : Stoltezza in Cristo
- japonais : 佯狂者
- polonais : Jurodiwy
- russe : Юродство
- serbe : Јуродивост
- suédois : Kristi dåre
- ukrainien : Юродство
- mandarin : 聖愚
- grec : Σαλός